# Carly Schroeder
Carly Brook Schroeder, född 18 oktober 1990 i Valparaiso i Indiana, är en amerikansk skådespelare och soldat i den amerikanska armén. Hon är inom sitt skådespelaryrke mest känd för rollen som Serena Baldwin i TV-serien Port Charles (en spinoffvariant av TV-serien General Hospital). Hon har också haft en återkommande roll som Melina Bianco, i Disney Channel-serien Lizzie McGuire. År 2007 spelade hon även den ledande huvudrollen i filmen Gracie, som är inspirerad av en verklig barndomstragedi, kring de bägge skådespelande syskonen Elisabeth och Andrew Shue.

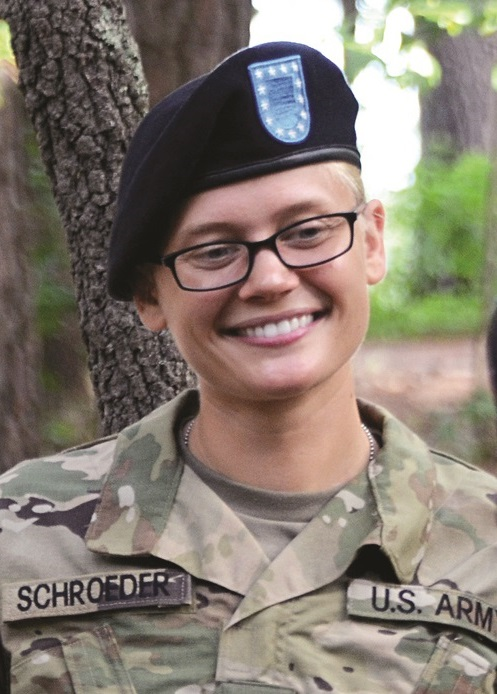
Carly Schroeder under en soldatexamen på Fort Jackson, South Carolina, den 25 juni 2019.

## Filmografi (i urval)

### Filmer
- 2003 – Mitt liv som popstjärna
- 2004 – Mean Creek
- 2006 – Firewall
- 2007 – Gracie
- 2007 – Prey
- 2009 – Forget Me Not
- 2012 – Slightly Single in L.A.
- 2018 – Ouija House

### TV-serier
- 1997–2003 – Port Charles (TV-serie)
- 1997–2017 – General Hospital (TV-serie)[1]
- 2000 – Growing Up Brady (TV-film)
- 2000 – Dawsons Creek (TV-serie)
- 2001–2003 – Lizzie McGuire (TV-serie)
- 2002 – The George Lopez Show (TV-serie)
- 2003 – Cold Case (TV-serie)
- 2008 – Ghost Whisperer (TV-serie)
- 2008 – Prayers for Bobby (TV-film, Lifetime)
- 2009 – Law & Order: Special Victims Unit (TV-serie)